# Chema Rodríguez
José María „Chema“ Rodríguez Vaquero (* 5. Januar 1980 in Palencia) ist ein spanischer Handballtrainer und ehemaliger Handballspieler. Als Spieler wurde er in der Regel auf der Position Rückraum Mitte eingesetzt.

## Vereinskarriere
Chema Rodríguez bestritt seine ersten Ligaspiele in der spanischen Liga Asobal 1999 für BM Valladolid. Hier gewann er 2003 die Copa Asobal sowie 2005 und 2006 die Copa del Rey. Mit Valladolid stieß er 2007 bis ins Halbfinale der EHF Champions League vor, wo sein Team aber an der SG Flensburg-Handewitt scheiterte. Gerade wegen seiner Auftritte in der Champions League geriet Rodriguez ins Visier des Spitzenclubs BM Ciudad Real, der Rodriguez im Sommer 2007 für ca. 800.000 € verpflichtete. Der Transfer war der bis dato teuerste in der Geschichte des Profi-Handballs.
Bei BM Ciudad Real teilte er sich die Position des Spielmachers mit Joan Cañellas. Mit Ciudad Real gewann er 2008 die spanische Meisterschaft, die Copa del Rey, den Supercup, die Copa Asobal und die EHF Champions League. Auch 2009 gewann er mit Ciudad Real die Meisterschaft und die EHF Champions League, 2010 folgte eine weitere spanische Meisterschaft. Ab 2011 spielte Rodríguez für BM Atlético de Madrid, der die Erstligalizenz von Ciudad Real übernahm. Ein Jahr später verließ er Madrid und schloss sich dem ungarischen Erstligisten MKB Veszprém an, mit dem er 2013, 2014, 2015, 2016 und 2017 Meister sowie 2013, 2014, 2015, 2016 und 2017 Pokalsieger wurde. Im Sommer 2017 wechselte er zum französischen Verein Saran Loiret Handball, wo er 2020 seine Spielerlaufbahn beendete.

## Auswahlmannschaften
Chema Rodríguez bestritt 127 Länderspiele für die spanische Nationalmannschaft, bei denen er 159 Tore warf. Er gewann mit Spanien Gold bei der Weltmeisterschaft 2005 sowie Silber bei der Europameisterschaft 2006. Bei der Weltmeisterschaft 2007 belegte er den siebten Platz. Er gewann mit dem Nationalteam bei der Weltmeisterschaft 2011 die Bronzemedaille.

## Als Trainer
Seit Mitte 2019 war Rodríguez zusätzlich als Co-Trainer bei der ungarischen Nationalmannschaft tätig. Ab der Saison 2020/21 trainierte er den portugiesischen Erstligisten Benfica Lissabon. Im März 2022 übernahm er das Traineramt bei der ungarischen Nationalmannschaft. Mit Benfica gewann er die EHF European League 2021/22. Nach der Saison 2022/23 beendete er seine Tätigkeit bei Benfica Lissabon.

## Name
Rodríguez’ Spitzname „Chema“ entstand aus seinem schnell gesprochenen Vornamen (José María) und steht auch auf seinen Trikots.